# Le Mans
Le Mans je mesto in občina v zahodni francoski regiji Loire, prefektura departmaja Sarthe in sedež rimskokatoliške škofije Le Mans. Le Mans je del regije Pays de la Loire. V preteklosti je bil glavno mesto pokrajine Maine. Leta 2012 je mesto imelo 143.599 prebivalcev.
Njegovi prebivalci se imenujejo Manceaux in Mancelles. Od leta 1923 je mesto gostitelj mednarodnega tekmovanja znanega kot 24 ur Le Mansa, vzdržljivostne dirke športnih avtomobilov.

## Geografija
Mesto leži v zahodni Franciji ob reki Sarthe in njenem pritoku Huisne.

## Administracija
Le Mans je sedež devetih kantonov:
- Kanton Mans-Center (del občine Le Mans: 21.074 prebivalcev)
- Kanton Mans-Jugovzhod (del občine Le Mans, občina Ruaudin: 25.371 prebivalcev),
- Kanton Mans-Jugozahod (del občine Le Mans, občina Arnage: 15.420 prebivalcev),
- Kanton Mans-Sever-Campagne (del občine Le Mans, občine Coulaines, Neuville-sur-Sarthe, Saint-Pavace: 20.435 prebivalcev),
- Kanton Mans-Sever-Ville (del občine Le Mans: 19.528 prebivlacev),
- Kanton Mans-Severozahod (del občine Le Mans, občine Aigné, La Bazoge, La Chapelle-Saint-Aubin, La Milesse, Saint-Saturnin, Trangé: 32.779 prebivalcev),
- Kanton Mans-Ville-Vzhod (del občine Le Mans: 21.979 prebivalcev)
- Kanton Mans-Vzhod-Campagne (del občine Le Mans, občine Challes, Changé, Parigné-l'Évêque, Sargé-lès-le-Mans, Savigné-l'Évêque, Yvré-l'Évêque: 26.891 prebivalcev),
- Kanton Mans-Zahod (del občine Le Mans: 16.445 prebivalcev).

Mesto je prav tako sedež okrožja, v katerega so poleg njegovih vključeni še kantoni Allonnes, Ballon, Écommoy, 

## Zgodovina
Le Mans, prvikrat omenjen v Ptolemejevi Geografiji kot rimski Vindinium, je bil glavno mesto plemena Aulerci. Le Mans je znan tudi kot Civitas Cenomanorum (mesto Cenomanov) ali Cenomanus. Njihovo mesto, ki so ga Rimljani zasegli leta 47 pred našim štetjem, je bilo v rimski provinci Lugdunska Galija (Gallia Lugdunensis). Amfiteater iz 3. stoletja je še vedno ohranjen. Terme so v času krize v tretjem stoletju podrli, ko so mobilizirali delavce za gradnjo obrambnih mestnih zidov. Starodavni zid okoli Le Mansa je ena izmed najbolj popolnih krogov galsko-rimskega obzidja, ki je ohranjen.
V francoščini je bil  Cenomanus  v ljudski latinščini nadomeščen z Celmans. Cel je bil v francoščini zamenjan z le in tako je nastal Le Mans.
Gregor Tourski omenja frankovskega podkralja Rigomerja, ki ga je bil ubil kralj Klovis I. v svojem pohodu za združitev frankovskega ozemlja.
Kot glavno naselje v provinci Maine je bil Le Mans prizorišče bojev v 11. stoletju med anžujskimi grofi in normanskimi vojvodi. Normanski nadzor nad mestom je dovoljeval Viljemu Osvajalcu, da je uspešno zavojeval Anglijo (1066). Tri leta  kasneje je sledil upor meščanov, ki so izgnali Normane iz Le Mansa, mesto pa je posledično pristalo pod mainskimi grofi.
Geoffrey V. Anjouski se je poročil z Matildo Angleško v stolnici. Tukaj je bil rojen njun sin Henrik II. Plantagenet, bodoči kralj Anglije.

### Druga svetovna vojna
Kmalu po tem, ko so  8. avgusta 1944  Le Mans osvobodili 79. ameriški in 90. pehotni oddelek, so inženirji Ninth Air Force IX Engineering Command začeli gradnjo začasnega letališča izven mesta. Letališče je bilo pripravljeno 3. septembra in označeno kot "A-35". Več ameriških bojnih in transportnih enot ga je uporabljalo do konca novembra istega leta v dodatnih ofenzivah širom po Franciji. Letališče je danes zaprto. 
Med letoma 1940 in 1944 so Le Mans zasedali nemški vojaki. Vojna, ki je potekala v območju, je povzročila precej škode.

### Povojni čas
Tradicija avtomobilskih dirk v mestu se je začela z ustanovitvijo prvega Grand Prix leta 1911. 1936 se je v Le Mans preselilo podjetje Renault, ki je v mestu še vedno največji delodajalec. So pa tukaj tudi velike zavarovalnice. Visokošolsko izobraževanje, ki je bilo dolgo zanemarjeno, je bilo nagrajeno leta 1960 z ustanovitvijo univerze, ki je bila sprva odvisna od Univerze v Caenu. Bolj pomembna je Tehnična univerza, ustanovljena leta 1969.

## Zanimivosti
- romansko-gotska Stolnica sv. Juliena, posvečena prvemu škofu Le Mansa (6.-14. stoletje); je francoski zgodovinski spomenik,
- romansko-gotska cerkev Notre-Dame de la Couture,
- Musée de Tessé, nekdanja škofijska palača, danes mestni muzej
- staro mesto Cité Plantagenêt, tudi Vieux Mans,
- ostanki rimskega zidu, amfiteatra in kopališč. Obzidje poudarijo vsako poletje (julij in avgust), ko zvečer z light showom pripovedujejo zgodovino mesta,
- Arboretum de la Grand Prée,
- Del nekdanje cistercijanske opatije l'Epau, ki jo je ustanovila kraljica Berengaria in jo trenutno obnavlja Département de la Sarthe,
- Jardin des Plantes du Mans
- Musée de la reine Berengaria, muzej zgodovine Le Mansa, ki se nahaja v gotski graščini.

## Šport
Mesto je v športu najbolj znano po vsakoletni vzdržljivostni dirki 24 ur Le Mansa, ki že od leta 1923 poteka na dirkališču Circuit de la Sarthe in delno poteka po zaprtih javnih cestah. V mestu pa je še drugo manjše dirkališče Bugatti Circuit, ki je v sezoni 1967 gostilo dirko Svetovnega prvenstva Formule 1 za Veliko nagrado Francije, ki jo je dobil Avstralec Jack Brabham z Brabhamom. Že prej pa je dirko za Veliko nagrado Francije trikrat potekala po javnih cestah Le Mansa. Prvič leta 1906, kar je bila sploh prva dirka za Veliko nagrado v zgodovini motošporta, dobil pa jo je madžarski dirkač Ferenc Szisz z Renaultom. Dirka je tu potekala še leta 1921, ko je zmagal Američan Jimmy Murphy z Duesenbergom, in leta 1929, ko je zmagal francosko-britanski dirkač William Grover-Williams z Bugattijem T35B.

## Pomembni ljudje
Le Mans je bil rojstni kraj:
- Henrik II. Angleški, rojen 1133
- Geoffrey V. Anžujski, rojen 1113
- Geoffrey de Goreham ali Gorron, prišel iz opatije St Albans, Hertfordshire, Velika Britanija leta 1119
- Dom Louis Le Pelletier, rojen 1663, lingvist bretonščine
- Gilles-François de Beauvais, rojen 7. julija 1693, jezuit, pisatelj in pridigar.
- Basil Moreau, rojen 1799, škof Le Mansa, ustanovitelj kongregacije Svetega Križa; beatificiran v Le Mansu 2007.
- Jean Françaix, rojen in 1912, skladatelj
- Jean Rondeau, rojen in 1946, dirkač in konstruktor
- François Fillon, rojen in 1954, francoski predsednik vlade.

Pomembni meščani:
- Gilles Villeneuve, začasno živel v Le Mansu leta 1973.
- David Jason, angleški igralec, ževel v Le Mansu med 1965–1968 in 1999–2001.
- Andy Wallace, rojen 1961

## Pobratena mesta
Le Mans je prvi kraj s pogodbo o partnerstvu med dvema mestoma v Evropi že iz leta 836. Dokazano je, da je bil Le Mans prvo evropsko mesto pobrateno s Paderrojenom v sodobnem pomenu besede. Bila je prva "verska" pogodba med dvema mestoma in njenima katoliškima skupnostma. Sklenjena je bila v času prenosa ostankov sv. Liboriusa. Legenda pravi, da se čudeži dogajajo ob istem času v okrožju Pontlieue.
V moderni dobi se je Le Mans pobratil z različnimi evropskimi mesti. Geografsko najbližja sta tista iz Anglije in Španije. Bolton je britansko mesto in je najbolj znano po svoji nogometni ekipi. Mesto Volos v Grčiji je tretje največje pristanišče za tovorni promet v državi. Tako kot Le Mans ima pomembno zgodovinsko dediščino (helenistično obdobje). Rostov na Donu, s katerim je pobraten že petnajst let, je največje mesto v jugovzhodni Evropi.
Le Mans je pobraten z:
| - Bolton, Anglija, Velika Britanija - Haouza, Zahodna Sahara - Paderrojen, Nemčija (od leta 836) - Rostov na Donu, Rostovska Oblast, Rusija | - Suzuka, Japonska - Volos, Grčija - Xianyang, Shaanxi, Kitajska - Amasya, Amasya, Turčija |

Kulturno partnerstvo je bilo sklenjeno v decembru 2007 z mestom Aleksandrija, kot del arheoloških raziskav na lokaciji v Egiptu, kjer sodelujejo mednarodno priznani arheologi iz Le Mansa, kot je Jean-Yves Empereur
- Aleksandrija, Egipt